# Гретри, Андре
Андре́-Эрне́ст-Моде́ст Гретри́ (фр. André-Ernest-Modeste Grétry; 11 февраля 1741, Льеж — 24 сентября 1813, Монморанси) — французский композитор валлонского происхождения, внёсший решающий вклад в стиль французской комической оперы XVIII века, жанр увертюры и в такие технические приёмы, как музыкальный «местный колорит».
Его комические оперы и речитативные комедии, созданные для парижской сцены, пользовались большим успехом в последней трети XVIII века. Многие его произведения ставились за рубежом, и некоторые из них были возрождены в начале XIX века в Париже: некоторые из них дожили до середины века, хоть и с обновлённой оркестровкой.

## Биография
Андре Гретри родился в Льеже и был вторым из шестерых детей в семье профессионального музыканта и скрипача Соборной церкви Сен-Дени Жан-Жозефа (Франсуа) Гретри и его жены, Мари-Жанны Дефоссе. Согласно его мемуарам, в 4 года, танцуя, он опрокинул чугунный горшок, кипевший на огне, и опалил свои глаза, что ослабило ему зрение на всю жизнь. Мальчиком он поступил в хоровую школу Сен-Дени, где позже научился играть на скрипке. Поскольку хормейстеры были неопытные, его послали к Х. Ж. Ренкину и Анри Моро обучаться контрапункту и композиции. Призвание проявилось после того, как он познакомился с итальянской опера-буффа, с произведениями Перголези и Буранелло благодаря гастролям итальянской труппы в 1753—1755 годах. Гретри присутствовал не только на всех спектаклях, но и репетициях.
В 15 или 16 лет он перенапряг связки, спев очень высокую арию Галуппи и у него «сделалось кровохарканье», что случалось до старости, из-за чего Гретри был вынужден «соблюдать строгую диету, ужиная фунтом сушёных винных ягод и стаканом воды».
После написания мессы, исполненной в церкви Сен-Дени, и шести симфоний, исполненных в доме её пробста, Гретри был удостоен стипендии фонда Ламбера Дарши, что позволило ему продолжить обучение в Риме — куда он и отправился весной 1760 года. Здесь он в течение пяти лет обучался в Льежском коллеже, «куда каждый уроженец Льежа моложе 30 лет имел право быть принятым и в течение пяти лет проживать там на всём готовом, получая денежное пособие». Учился главным образом у Джованни Казали, сочиняя по большей части церковную музыку и шесть струнных квартетов (позднее опубликованных как ор. 3). Возможно, что несколько месяцев он также занимался у Антонио Саккини — именно с его именем связывается заказ Гретри оперной партитуры: первая опера композитора, «Сборщица винограда» (La vendemmiatrice), была поставлена в Риме по случаю карнавального сезона 1765 года.

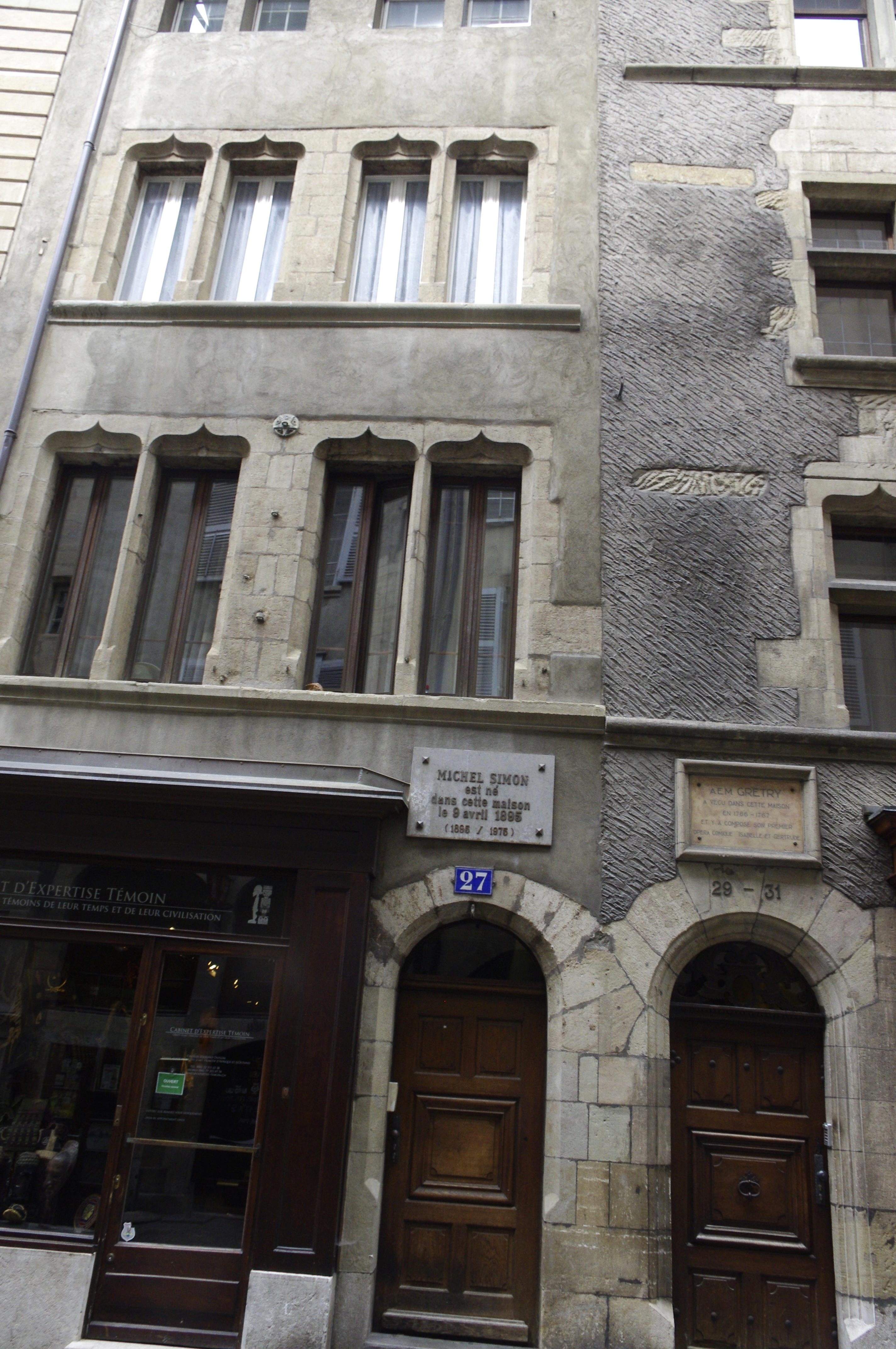
Дом на улице Гран-рю в Женеве, где жил Гретри

В феврале 1766 года Гретри переехал в Женеву, где поселился на улице Гран-рю. Здесь он писал концерты для лорда Абингдона, здесь же впервые услышал комическую оперу, посетив представление труппы, для которой в декабре 1766 года он пишет оперу «Изабель и Гертруда» (частично сохранилась). В Женеве Гретри познакомился с Вольтером и его кругом в Ферне. Находился под влиянием эстетики энциклопедистов, особенно Ж.-Ж. Руссо.
В 1767 году переехал во Францию и поселился в Париже, позднее принял французское гражданство. Благодаря покровительству шведского графа Крейца, Гретри начал сотрудничать с соавтором Рамо и Кохау Жан-Франсуа Мармонтелем. Их успешная совместная работа над шестью комическими операми подряд, началась с «Гурона» (по повести Вольтера «Простодушный», 1768) и длилась до 1775 года, остановившись после того, как тексты Мармонтеля не прошли цензуру читательского комитета театра «Комеди Итальенн».
Благодаря успеху первых опер, в том числе, «Говорящей картины» (1769) привёл к тому, что в 1770 году премьеры опер «Двое скупых» и «Испытание дружбы» состоялись при дворе, во время празднования свадьбы дофина и Марии-Антуанетты; последняя была посвящена ей. В следующем году при дворе состоялись премьеры опер «Друг семьи» и «Земира и Азор», последняя была посвящена мадам Дюбарри.
В 1771 году он женился на художнице Жанне-Марии Грандон (Jeanne-Marie Grandon), дочери лионского художника Шарля Грандона. У них было три дочери, Женни, Люсиль (1772—1790) и Антуанетта — все они умерли в юном возрасте от туберкулёза. Средняя дочь была его ученицей и, будучи музыкально одарённой, ещё в юном возрасте написала две оперы, которые Гретри оркестровал и переработал, а также одно действие для оперы «Ричард Львиное Сердце».
В 1774 году, после того, как Мария-Антуанетта стала королевой, Гретри получил пост её личного музыкального директора.
Гретри стал известен по всей Европе. Большой театр в Брюсселе купил у него права на новые, ещё неопубликованные работы. В 1776 и 1782 годах композитор ездил в Льеж, чтобы получить награды от родного города. В 1787 году он был назначен инспектором «Комеди Итальенн», а Опера начала выплачивать ему пенсию; он стал Королевским цензором музыки. У Гретри было несколько учеников, среди которых была писательница и композитор Каролин Вюйе, а также композитор Николя Далейрак, учившийся у него неофициально.
Наиболее плодотворный период творчества композитора, начавшийся с переездом в Париж, закончился с началом революции. Будучи музыкальным директором королевы, Гретри потерял почти всё своё имущество. Он не сразу принял новую власть и Наполеона, некоторое время оставаясь верен королю. Ария «О Ричард, мой король!» из его оперы «Ричард Львиное Сердце» стала гимном роялистов, сторонников Бурбонов. Так, её пели на банкете, данном телохранителями для офицеров Версальского гарнизона 3 октября 1789 года.
В 1790-х годах Гретри писал музыку для республиканских празднеств. Чтобы не уступать в популярности работам Далейрака и Дезеда, Гретри, приноравливаясь к изменениям, усложнил музыкальный язык в таких операх, как «Рауль Синяя Борода» (1789) и «Вильгельм Телль» (1791), что привело к определённому успеху. Его оперы «Лисбет» (1797) и «Элиска» (1799) также имели успех.
Несмотря на свои политические взгляды, продолжал цениться как композитор, был назначен инспектором консерватории. В 1795 году стал членом Французской Академии. В 1796 году, после смерти брата, он стал опекуном его детей. В 1802 году получил орден Почётного легиона и пенсию от Наполеона, после чего, в зените славы, ушёл на покой, поселившись в Монморанси под Парижем, в бывшем доме Руссо. Там он и скончался 24 сентября 1813 года.
Похоронен на парижском кладбище Пер-Лашез, однако 15 лет спустя согласно решению суда его сердце было перезахоронено отдельно, в родном городе Льеже, перед зданием Королевской оперы Валлонии.

## В искусстве

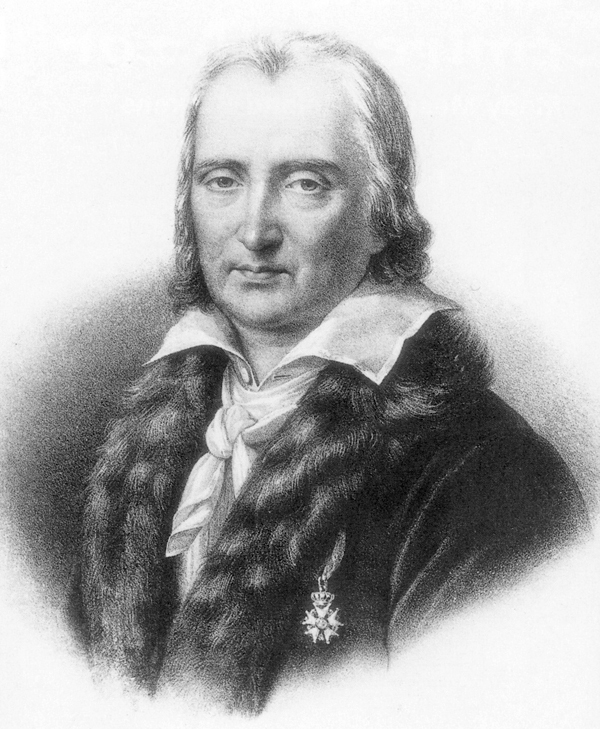
Гретри с орденом Почётного легиона

Сохранилось несколько прижизненных портретов Гретри: кисти Жан-Батиста Изабе (в музее Гретри), кисти Мари Виже-Лебрен (в Версальском дворце) и портрет в полный рост Робера Лефевра (в театре Опера-Комик).
Бюсты композитора среди прочих ваяли Анри-Эдуар Ломбар (находится в Опера-Комик), Огюстен Пажу, Жан-Батист Стуф и Анри-Жозеф Рюкстьель (на фасаде Льежской консерватории). Также существовал бюст из белого мрамора работы Жан-Антуана Гудона — он был установлен в фойе парижской Оперы (в те времена дававшей представления в зале Ле Пелетье) и был утрачен во время пожара 28 октября 1873 года.
В 1842 году на Оперной площади Льежа, перед зданием Королевской оперы, был установлен бронзовый памятник Гретри работы скульптора Гийома Гефа, в основании которого захоронено сердце композитора.

## Сочинения
Гретри создал 15 драматических и более 40 комических опер, благодаря чему считался мэтром этого жанра во Франции 2-й половины XVIII века. Единственные лирические трагедии его авторства — «Андромаха» по одноимённой трагедии Расина (1780) и «Электра» по одноимённой трагедии Еврипида (1782). Также Гретри писал балеты, реквиемы, симфонии, концерты для флейты и скрипки, камерные, инструментальные и другие музыкальные произведения. Он сочинил 7 симфоний, 6 струнных квартетов (соч. 3, 1773). Среди его вокальной музыки ранние духовные произведения, около 20 романсов, а также революционные гимны и 4 революционные песни.

### Оперы
См. также Список опер Андре Гретри
- 1765 — «Сборщица винограда» / La Vendemmiatrice
- 1766 — «Изабель и Гертруда, или Предполагаемые Сильфы» / Isabelle et Gertrude ou Les Sylphes supposés
- 1768 — «Самнитские браки[англ.]» — этой оперой в 1787 году был открыт домашний театр графа Шереметева в Кусково
- 1768 — «Знаток» / Le Connaisseur
- 1768 — «Гурон[англ.]», комическая опера по повести Вольтера «Простодушный» (1767)
- 1769 — «Люсиль[англ.]», комедия с ариями в одном акте на либретто на либретто Мармонтеля
- 1769 — «Говорящая картина[англ.]», комическая опера в одном акте
- 1769 — «Момус на земле» / Momus sur la terre
- 1770 — «Сильван» / Sylvain, комическая опера на либретто Мармонтеля
- 1770 — «Двое скупых[англ.]» / Les Deux Avares, опера-буффа в 2-х актах
- 1770 — «Опыт дружбы» («Испытание дружбы») / L’Amitié à l'épreuve — посвящена Марии-Антуанетте; входила в репертуар шереметевского театра; 22 июня 1779 года в опере в роли служанки дебютировала 11-летняя Прасковья Жемчугова, будущая жена графа Николая Петровича Шереметева
- 1771 — «Друг семьи» / L’Ami de la maison, комическая опера на либретто Мармонтеля
- 1771 — «Земира и Азор», опера-балет в 4-х актах на сюжет сказки «Красавица и Чудовище», либретто Мармонтеля; посвящена фаворитке короля Людовика XV мадам Дюбарри
- 1773 — «Великолепный» / Le Magnifique
- 1773 — «Цефал и Прокрис, или Супружеская любовь» / Céphale et Procris ou L’Amour conjugal, героический балет на либретто Мармонтеля
- 1773 — «Избранница из Саланси[фр.]», комедия с ариями Симона Фавара в переработке маркиза Пезе
- 1775 — «Неверная магия» / La Fausse Magie, комическая опера на либретто Мармонтеля
- 1776 — «Самнитские браки[англ.]» (новая редакция)
- 1776 — «Пигмалион» / Pygmalion
- 1777 — «Любовью за любовь» / Amour pour amour
- 1777 — «Матроко» / Matroco
- 1778 — «Суд Мидаса[англ.]», комедия с ариями в 3-х актах
- 1778 — «Три возраста оперы» / Les Trois Âges de l’opéra
- 1778 — «Ложная наружность, или Ревнивый любовник[англ.]», комедия с ариями в 3-х актах
- 1778 — «Статуи» / Les Statues
- 1779 — «Непредвиденные события» / Les Événements imprévus
- 1779 — «Окассен и Николетта, или Обычаи доброго старого времени[англ.]», музыкальная комедия в 4-х актах по мотивам рыцарского романа «Окассен и Николетта»
- 1780 — «Андромаха[англ.]», лирическая трагедия в 3-х актах по одноимённой трагедии Расина
- 1781 — «Эмилия, или Прекрасная рабыня» / Émilie ou La Belle Esclave
- 1782 — «Колинетта при дворе, или Двойное испытание[англ.]», комическая опера в 3-х актах по роману[уточнить] Симона Фавара
- 1782 — «Богатство, вводящее в затруднение» / L’Embarras des richesses
- 1782 — «Электра[итал.]», лирическая трагедия по одноимённой трагедии Еврипида
- 1782 — «Колонны Алсида» / Les Colonnes d’Alcide
- 1783 — «Талия в новом театре» / Thalie au nouveau théâtre
- 1783 — «Караван из Каира[англ.]», опера-балет в 3-х актах
- 1784 — «Теодор и Паулина» / Théodore et Paulin
- 1784 — «Ричард Львиное Сердце», комическая опера в 3-х актах; ария «О Ричард, мой король!» стала роялистским гимном во времена Революции; романс из оперы был использован Чайковским в «Пиковой даме».
- 1784 — «Сельское испытание[англ.]», опера-буффа в 2-х актах, редакция оперы «Теодор и Паулина»
- 1785 — «Панург на острове фонарей» / Panurge dans l'île des lanternes
- 1785 — «Эдип в Колонне» / Œdipe à Colonne
- 1786 — «Амфитрион» / Amphitryon
- 1786 — «Свадьба Антонио» / Le Mariage d’Antonio
- 1786 — «Ошибки из-за сходства» / Les Méprises par ressemblance, совместно с дочерью[англ.]
- 1786 — «Граф д’Альбер» / Le Comte d’Albert
- 1787 — «Туанетта и Луи» / Toinette et Louis, совместно с дочерью[англ.]
- 1787 — «Английский пленник» / Le Prisonnier anglais
- 1788 — «Тайный соперник» / Le Rival Confident
- 1789 — «Рауль Синяя Борода» / Raoul Barbe-Bleue
- 1789 — «Аспазия» / Aspasie
- 1790 — «Пётр Великий[англ.]», комическая опера
- 1790 — «Роже и Оливье» / Roger et Olivier, новый вариант «Самнитских браков»
- 1791 — «Вильгельм Телль[англ.]», музыкальная драма в 3-х актах
- 1792 — «Сесиль и Эрмансэ, или Два монастыря» / Cécile et Ermancé ou Les Deux Couvents
- 1792 — «Базиль, или Обмани того, кто хочет обмануть тебя» / Basile ou À trompeur, trompeur et demi
- 1792 — «Серафина, или Отсутствующая и присутствующая» / Séraphine ou Absente et présente
- 1794 — «Конгресс королей[англ.]» / Le Congrès des rois, в соавторстве с другими композиторами
- 1794 — «Жозеф Барра» / Joseph Barra
- 1794 — «Дени-тиран, школьный учитель в Коринфе» / Denys le tyran, maître d'école à Corinthe'
- 1794 — «Праздник разума, или Республиканская избранница» / La Fête de la raison
- 1794 — «Калиас, или Природа и родина» / Callias ou Nature et patrie
- 1794 — «Диоген и Александр» / Diogène et Alexandre
- 1797 — «Лисбет» / Lisbeth
- 1797 — «Анакреон у Поликрата» / Anacréon chez Polycrate
- 1797 — «Сельский цирюльник, или Возвращение» / Le Barbier du village ou le Revenant
- 1799 — «Элиска, или Материнская любовь» / Elisca ou L’Amour maternel
- 1801 — «Шлем и голуби» / Le Casque et les Colombes
- 1801 — «Зельмар, или Убежище» / Zelmar ou L’Asile
- 1803 — «Холостяк» / Le Ménage
- 1803 — «Обеспеченные дочки» Les Filles pourvues

### Мемуары и теоретические труды
- «Мемуары, или очерки о музыке» (Memoires, ou Essais sur la musique), Париж, 1789 (дополнены в 1796—1797 годах)[6]. Ромен Роллан, поместивший в своей книге «Музыканты прошлых дней» (1912) очерк о Гретри, основанный на этих мемуарах, отмечает общедоступный стиль изложения, в то же время называя его «не из самых безупречных»: «по построению книга его одна из наиболее нескладных, вопреки или благодаря, — изобилию отделов, подотделов, книг. глав и т. д. <…> Несмотря на всё, он очарователен, потому что всё у него выходит естественно и остроумно; и он так остроумен!»[4]; книга переведена и издана на русском языке — Мемуары или очерки о музыке. Т. 1 = Очерки о музыке  / Пер., вступ. статья ["Гретри и франц. опера XVIII в.", с. 5-30] и комментарии П. Грачева. - Москва ; Ленинград : Музгиз, 1939 (Москва). - 264 с., 1 вкл. л. портр. : ил., нот., портр.; 20 см.; — скан в РГБ
- De la vérité, ce que nous fûmes, ce que nous sommes, ce que nous devrions être, Париж, 1801. Здесь Гретри концентрируется на философских размышлениях
- Réflexions d’un solitaire — представляют собой смесь идей, воспоминаний и мыслей композитора[3].
- Méthode simple pour apprendre à préluder en peu de temps, avec toutes les ressources de l’harmonie (Paris, 1802/R)

## Память о композиторе

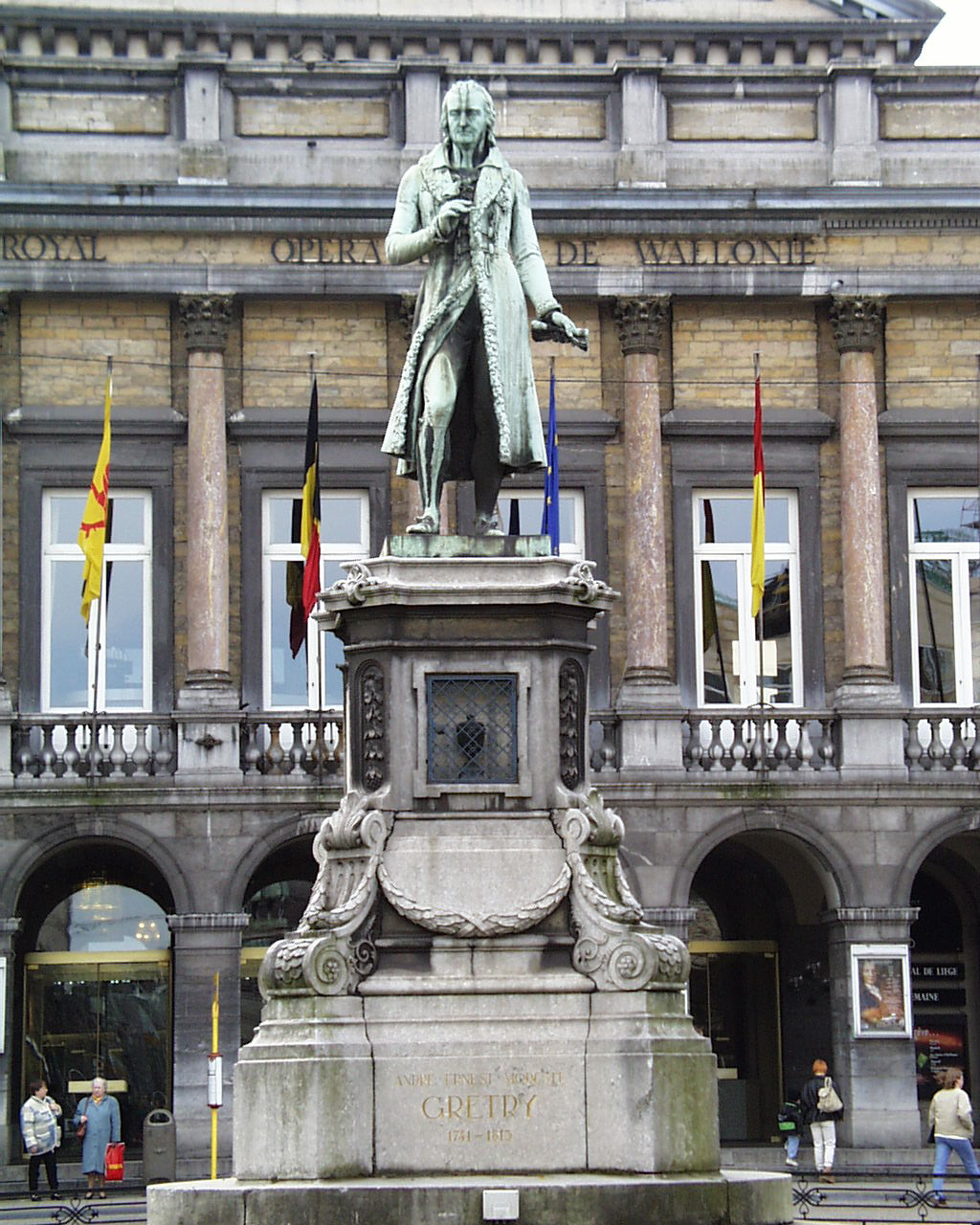
Памятник Гретри в Льеже, перед зданием Королевской оперы, скульптор Гийом Геф, 1842

- В Льеже, в доме, где родился Гретри, теперь находится музей композитора[фр.].
- Имя Гретри носит Льежская академия музыки.
- На доме на улице Гран-рю, где Вольтер посещал Гретри, установлена памятная доска.
- В 1944 году почта Бельгии выпустила почтовую марку с его изображением.
- В 1980—1996 годах портрет Гретри печатался на банкнотах номиналом в 1000 бельгийских франков.
- Также именем композитора названы улицы в Льеже, Брюсселе, Париже, Монморанси, Нанте, Мезон-Лаффите и площадь в Перпиньяне.

## Дальнейшая жизнь музыки

### Влияние
Одну из мелодий оперы Гретри «Люсиль» позаимствовал бельгийский композитор Анри Вьётан для своего Концерта №5 для скрипки с оркестром.

### Постановки
Произведения Гретри время от времени входят в репертуар современных оперных театров: они ставились в Лондоне, Вене и Москве, где театр «Геликон-опера» осуществил постановку оперы «Пётр Великий». Летом 2008 года музыка Гретри вновь прозвучала в усадьбе «Кусково» — в музее-усадьбе состоялось концертное исполнение комической оперы «Опыт дружбы».

### Записи
В 1974 году Французское радио записало оперу «Земира и Азор», в 1979 — «Ричард Львиное сердце». В 1991 году Международный оркестр Италии под управлением Франческо Визиоли сделал запись оперы «Тиран Дени».

## Гретри в России
Несмотря на то, что после падения монархии Гретри плодотворно работал при новом порядке, в Петербурге павловского времени композитор воспринимался как символ блеска и высокой театральной культуры канувшей в небытие французской монархии.
Не существует ни одной работы на русском языке, полностью посвящённой биографии и творчеству Гретри. Есть лишь диссертации, затрагивающие отдельные произведения композитора или рассматривающие его мемуары с позиции литературного жанра.